# Эстетика как наука выражения и как общая лингвистика
Эстетика как наука выражения и как общая лингвистика (итал. L'Estetica come scienza dell'espressione e linguistica generale) — «первая крупная теоретическая работа», написанная итальянским философом Бенедетто Кроче в 1902 году. В 1920 году переведен на русский язык.

## Оглавление
1. Интуиция и выражение — L’intuizione e l’espressione
2. Интуиция и искусство — L’intuizione e l’arte
3. Искусство и философия — L’arte e filosofia
4. Историзм и интеллектуализм в эстетике — Istorismo e intrllettualismo nell’Estetica
5. Аналогичные ошибки в историке и логике — Errore analoghi nella Istorica e nella Logica
6. Деятельность теоретическая и деятельность практическая — L’attivita teoretica e l’attivita pratica
7. Аналогия между теоретическим и практическим — Analogia fra il teoretico e il pratico
8. Исключение иных форм духа — Exclusione di altre forme spirituale
9. Неделимость выражения на виды и ступени и критика риторики — Indivisibilita dell’expressione in modi o gradi e critica della rettorica
10. Эстетические чувства и различие прекрасного и безобразного — I sentimenti estetici e la destinzione del bello a del brutto
11. Критика эстетического гедонизма — Critica dell’edonismo estetica
12. Эстетика симпатического и псевдо-эстетические понятия — L’Estetico del simpatico e I concetti pseudoestetici
13. «Физически-прекрасное» в природе и искусстве — Il cosi detto bello fisica di nature e di arte
14. Ошибки, проистекающие из смешения физики и эстетики — Errori nascenti dalla confusione tra fisica ed estetica

## Содержание
Кроче начинает свой трактат с разделения познания (conoscenza) на две формы: интуитивное познание и логическое познание. Первое осуществляется посредством фантазии, а второе — интеллекта. Первое выявляет индивидуальное, а второе — общее (universale). Первое изучает сами вещи, а второе — отношения (relazioni). Первое выражается в образах (immagini), а второе — в понятиях (concetti). Однако Кроче сетует, что философия пренебрегает интуитивным познанием. Между тем, «без интуиций невозможны понятия».
Сама же по себе интуиция есть выражение (espressione), которая по преимуществу является содержанием искусства. Художников обыкновенно хвалят или порицают не за темы (идеи), но за исполнение («выражение»). Отсюда Кроче выводит принципиальную невозможность перевода художественного произведения, поскольку всякий перевод есть иное выражение. Науку об интуитивном познании Кроче называет эстетикой, уточняя, что художественная интуиция ничем не отличается от «обычной» интуиции. Таким образом, эстетика есть дополнение логики.
Кроче критикует мнение, что искусство далеко от истины, поскольку оно не просто подражает природе, но подразумевает «идеализацию», то есть усмотрение некой идеи (формы). Историю он противопоставлял наукам, так как в ней обнаруживал единичные, индивидуальные события, хранящиеся исключительно в коллективной памяти человечества. Разделяя науку и искусство, Кроче провозглашает принцип искусство для искусства, обосновывая независимость искусства даже от морали. Для этого он приводит такую схему: теоретическая деятельность (познание) делится на искусство и науку, а практическая — на экономику (полезную деятельность) и мораль. Все вместе эти деятельности (attivita) составляют четыре формы духа (forme spirituale), выразителями которых являются отдельные гении. Право и религию Кроче исключает из числа форм духа, редуцируя их к вышеназванным.
Рассматривая вопрос о чувстве (sentimento), Кроче обращает внимание на его многозначность. Оно может означать как пассивность в восприятии, так и служить синонимом интуиции. Однако Кроче предлагает его рассматривать в контексте удовольствия (piacere) и неудовольствия (dolore), критикуя тех философов, которые усматривают в этом момент бездуховности. Парируя обвинение в гедонизме, он различает четыре вида удовлетворения (soddisfazione), среди которых есть место и удовлетворению от обретения истины, и удовлетворению от исполненного долга, и удовлетворению от творчества. Кроче подчеркивает, что истинное (духовное) удовлетворение подразумевает наличие ценности (valore). Удовлетворение не цель, но сопровождение цели. Кроче обращает внимание, что цель искусства нельзя отождествить с простым наслаждением, поскольку его темой нередко выступают страдания.
Четырем видам человеческой деятельности (четырем формам духа), соответствуют четыре ценности: прекрасное (bello), истинное (vero), полезное (utile), справедливое (giusto). Саму красоту Кроче определяет как «удавшееся выражение» (espressione ruiscita). Относительно красоты в природе он замечает, что ботаника и зоология не знает красивых растений или животных, поэтому там красота существует лишь в восприятии художника. Традиционные категории эстетики Кроче считает противоречивыми и нефилософскими: трагическое (tragico), комическое (comico), возвышенное (sublime), патетическое (patetico), трогательное (commovente), импонирующее (imponente), грациозное (grazioso), идиллическое (idillico), элегантное (elegiaco).
Сам процесс творчества Кроче описывал в четыре стадии: впечатление (impressione, вдохновение), выражение (espressione, замысел), эстетическое наслаждение (piacere estetico) и «перевод» (traduzione, исполнение) на язык физических явлений. Любые попытки навязать творчеству правила в виде пресловутого «золотого сечения» он называет «эстетической астрологией».